# コーシー (クレーター)
コーシー (Cauchy) は、月にある衝突クレーター。静かの海の東部に位置している。フランスの数学者オーギュスタン＝ルイ・コーシーにちなんで名づけられた。
コーシーは美しい円形をしており、内部は滑らかな椀状をしている。底面は中央部分がわずかに溶岩で覆われている。高いアルベドを持っているため、満月の際には地球から容易に観測することができる。コーシーの北西にはコーシー谷と呼ばれる幅広の谷が走っており、コーシーの南西にはコーシー壁と呼ばれる断層が走っている。
コーシーの北方約120キロメートルにはライエル、西方約180キロメートルにはシナスが位置している。

## 従属クレーター
コーシーのごく近くにある小さな無名のクレーターについては、アルファベットを付加することによって識別される。
| 名称 | 月面緯度     | 月面経度     | 直径 |
| ---- | ------------ | ------------ | ---- |
| A    | 北緯 12.1 度 | 東経 37.9 度 | 8 km |
| B    | 北緯 9.8 度  | 東経 35.8 度 | 6 km |
| C    | 北緯 8.2 度  | 東経 38.9 度 | 4 km |
| D    | 北緯 10.0 度 | 東経 40.3 度 | 9 km |
| E    | 北緯 8.9 度  | 東経 38.6 度 | 4 km |
| F    | 北緯 9.6 度  | 東経 36.8 度 | 4 km |
| M    | 北緯 7.6 度  | 東経 35.1 度 | 5 km |
| U    | 北緯 8.8 度  | 東経 42.3 度 | 5 km |
| V    | 北緯 9.0 度  | 東経 41.5 度 | 5 km |
| W    | 北緯 10.6 度 | 東経 41.6 度 | 4 km |